# Ellie Brush
Ellie Katherine Brush (* 19. August 1988 in Canberra) ist eine australische Fußballspielerin.

## Karriere

### Verein
Brush spielte von 2008 bis Ende 2014 für den australischen Erstligisten Canberra United, mit dem sie 2012 und 2014 die nationale Fußballmeisterschaft gewinnen konnte. 2013 lief sie zudem auf Leihbasis beim norwegischen Erstligaaufsteiger Avaldsnes IL auf, mit dem sie am Saisonende den vierten Tabellenplatz in der Toppserien belegte. Im Mai 2015 wechselte Brush zu den Houston Dash in die NWSL und debütierte dort am 23. Mai bei einem 1:0-Auswärtssieg gegen den Portland Thorns FC.

### Nationalmannschaft
Brush kam in den Jahren 2009 und 2012 zu je einem Einsatz für die Australische Fußballnationalmannschaft.

## Erfolge
- Australische Meisterschaft: 2012, 2014 (Canberra United FC)